# Priscilla Tabunda
Priscilla Tabunda (* 22. August 1989 in Busia) ist eine kenianische Leichtathletin, die in zahlreichen Disziplinen an den Start geht.

## Sportliche Laufbahn
Erste internationale Erfahrungen sammelte Priscilla Tabunda bei den Afrikameisterschaften 2010 in Nairobi, bei denen sie mit übersprungenen 2,40 m den siebten Platz im Stabhochsprung belegte. 2015 nahm sie im Siebenkampf erstmals an den Afrikaspielen in Brazzaville teil und konnte ihren Wettkampf nach dem Speerwurf nicht beenden. Zudem schied sie im 100-Meter-Hürdenlauf mit 14,12 s in der ersten Runde aus, wie auch im 400-Meter-Hürdenlauf mit 61,77 s. Anschließend kam auch das Aus im Hürdensprint bei den Militärweltspielen im südkoreanischen Mungyeong mit 14,29 s. Im Weitsprung wurde sie mit einer Weite von 5,72 m Zwölfte und belegte sowohl mit der 4-mal-100-Meter- als auch mit der 4-mal-400-Meter-Staffel den sechsten Platz. Im Jahr darauf wurde sie bei den Afrikameisterschaften in Durban mit 5,81 m Achte im Weitsprung und schied im Hürdensprint mit 14,79 s im Vorlauf aus. 2018 nahm sie in beiden Disziplinen an den Commonwealth Games im australischen Gold Coast teil, gelangte aber jeweils nicht in das Finale. Im August erreichte sie bei den Afrikameisterschaften in Asaba mit windunterstützten 6,00 m Rang sieben und schied im Hürdenlauf mit 14,71 s in der ersten Runde aus. Bei den World Athletics Relays 2021 im polnischen Chorzów wurde sie in 59,89 s Dritte in der Hürden-Pendelstaffel und stellte damit eine neue afrikanische Bestleistung auf. Im Jahr darauf verpasste sie bei den Afrikameisterschaften in Port Louis mit 13,88 s den Finaleinzug über 100 Meter Hürden.
2011 wurde Tabunda kenianische Meisterin im Siebenkampf, 2017 und 2019 im 100-Meter-Hürdenlauf sowie 2018 im Hochsprung.

## Persönliche Bestleistungen
- 100 m Hürden: 13,99 s (+0,7 m/s), 27. April 2022 in Nairobi (kenianischer Rekord)
- 400 m Hürden: 59,81 s, 10. Juni 2017 in Nairobi
- Hochsprung: 1,70 m, 3. Juli 2019 in Nairobi
- Stabhochsprung: 2,40 m, 29. Juli 2010 in Nairobi
- Weitsprung: 6,11 m, 17. Februar 2018 in Nairobi
- Siebenkampf: 4823 Punkte, 3. April 2016 in Réduit